# David Otto Wahrendorf
David Otto Wahrendorf (* 13. April 1713 in Wildeshausen; † 13. September 1772 in Harburg) war ein deutscher lutherischer Theologe.

## Leben
Wahrendorf war ein Sohn des Pastors und Superintendenten Johann Christoph Wahrendorf in Wildeshausen. Er studierte Theologie und wurde 1741 Pastor in Neuhaus an der Oste, 1743 Pastor an der St.-Nicolai-Kirche in Lüneburg, 1747 Pastor und Superintendent in Nienburg. 1752 folgte er Magnus Crusius als Pastor an der Dreifaltigkeitskirche und Generalsuperintendent der Generaldiözese Harburg.